# Campeonato Carioca de Futebol de 2025
Campeonato Carioca de Futebol de 2025 (por questões de patrocínio, Campeonato Carioca Superbet de 2025) foi a 128.ª edição da principal divisão do futebol no Rio de Janeiro. A disputa foi organizada pela Federação de Futebol do Estado do Rio de Janeiro (FERJ). A fase principal desta edição — seguindo o modelo das últimas edições — Taça Guanabara, aconteceu em pontos corridos entre as 12 equipes (11 primeiras colocadas da edição anterior e o campeão da Série A2 de 2024), definindo as quatro melhores equipes que disputaram as semifinais e finais do Campeonato. As quatro equipes classificadas entre os 5.º e 8.º lugares disputaram o título da Taça Rio e o último colocado foi rebaixado.
O regulamento do Campeonato não foi diferente das edições anteriores. Em reunião arbitral, realizada no hotel Lifestyle Laghetto Collection, na Barra da Tijuca, no Rio de Janeiro, os 12 clubes votaram e aprovaram o regulamento. O sorteio da tabela das partidas também foi realizado. Com a redução das datas disponíveis para a competição realizada pela Confederação Brasileira de Futebol (CBF) — em função do Mundial de Clubes FIFA de 2025 — o Campeonato será antecipando e, assim, não haverá clássicos nas primeiras rodadas. O primeiro clássico foi entre Botafogo e Fluminense, na 6.ª rodada.
O campeão desta edição foi o Flamengo, conquistando o bicampeonato, após vencer no placar agregado por 2–1 — mesmo resultado da 1.ª partida e empate em 0–0 na 2.ª partida — o Fluminense. Na terceira colocação ficou o Volta Redonda, terceiro colocado da Taça Guanabara e, em quarto lugar, o Vasco da Gama.

## Regulamento

### Critério de desempates
Caso ocorressem empate em pontos ganhos, seriam aplicados os critérios de desempate, sucessivamente:
1. Maior número de vitórias
2. Maior saldo de gols
3. Maior número de gols pró (gols marcados)
4. Confronto direto (somente entre dois clubes)
5. Menor número de cartões amarelos e vermelhos, onde cada cartão vermelho seria considerado equivalente a três cartões amarelos
6. Sorteio público na sede da Federação, em dia e horário a serem determinados

### Taça Guanabara (fase principal)
Em formato igual às últimas edições anteriores, a fase principal foi formada apenas pela Taça Guanabara. Foi disputada pelas 11 equipes melhores classificadas no Campeonato do ano anterior e a campeã da Série A2 de 2024, com todos jogando contra todos, ou seja, foram 11 rodadas.

### Taça Rio
A Taça Rio foi disputada apenas pelas equipes classificadas entre os 5.º ao 8.º lugares da Taça Guanabara em paralelo às disputa das semifinais e finais do Campeonato. As semifinais foram em cruzamento olímpico (5.º colocado x 8.º colocado e 6.º colocado x 7.º colocado), em partidas de ida e volta, com vantagem para os melhores colocados (em pontos ganhos e saldo de gols). Nas partidas finais não houve vantagem para nenhuma das equipes, mas uma disputa por pênaltis em caso de empate (pontos e saldo de gols).

### Fase final
Os quatro primeiros colocados da Taça Guanabara decidiram, também em cruzamento olímpico, as semifinais do Campeonato em partidas de ida e volta com vantagem de empate (em pontos ganhos e saldo de gols) para as equipes melhores classificadas, assim como a escolha do mando de campo (1.ª ou 2.ª partida). Nas partidas finais (entre os vencedores das semifinais), não houve vantagem para nenhuma equipe, porém a melhor classificada pode escolher o mando de campo. Em caso de empate, haveria disputa por pênaltis.

### Vagas para os campeonatos nacionais
Campeonato Brasileiro
O campeonato classificou dois clubes para a série D do Campeonato Brasileiro de 2026, desde que não disputem outras séries da competição.
Sampaio Corrêa-RJ e Madureira estão classificados para a série D do Campeonato Brasileiro por terem disputado a Taça Rio, já que foram os melhores classificados do Carioca que não disputam outras séries do Campeonato Brasileiro — a Portuguesa-RJ ficou com a 11.ª colocação e o Bangu, na última posição. Caso o Madureira vença também a Copa Rio de 2025, poderá optar em abrir mão da vaga no Brasileiro pela disputa da Copa do Brasil de 2026.
Copa do Brasil
O campeonato garante cinco vagas para a Copa do Brasil de 2026, além das vagas já conquistadas por outras competições. São quatro vagas para os clubes melhores qualificados e uma vaga específica para o campeão da Taça Rio.
Os classificados são:
- Flamengo – campeão do Campeonato
- Fluminense – vice-campeão do Campeonato
- Sampaio Corrêa – campeão da Taça Rio
- Vasco da Gama – 4.º colocado do Campeonato
- Volta Redonda – 3.º colocado do Campeonato

O Botafogo ficou de fora da disputa das finais do Campeonato e da Taça Rio e terá que se valer de outras competições — vencer a Copa Libertadores, vencer a Copa do Brasil ou ficar no, em princípio, G6 do Campeonato Brasileiro — para se classificar para a Copa do Brasil de 2026.

## Direitos de nome
Em 27 de dezembro de 2024, a FERJ anunciou o acordo com a Superbet para os direitos de nome do campeonato que será chamado de "Campeonato Carioca Superbet de 2025". A marca estará em todas as propriedades da competição: backdrop, flash interview, pórticos, banners e placas e a identidade visual será de responsabilidade da equipe de criação da BRAX Sports Assets — responsável dos direitos comerciais da competição. O contrato será, em princípio, apenas para 2025.
| “                                                                                               | Não se trata de um patrocínio, mas, sim, uma super parceria entre o Carioca, sem dúvidas o mais atraente e nacional estadual do Brasil, e a Superbet. É a certeza de sucesso. | ” |
| — Rubens Lopes, presidente da Federação de Futebol do Estado do Rio de Janeiro, sobre o acordo, | |   |

## Transmissão televisiva
Em 22 de novembro de 2024, o Grupo Globo fechou um novo contrato com a BRAX, garantindo a volta da transmissão total de todos os jogos (até então, o contrato não incluía a transmissão dos jogos do Vasco da Gama como mandante) em suas mídias desde a última cobertura, em 2020, quando rescindiu o acordo com a FERJ por não ter concordado com a transmissão da partida entre o Flamengo e o Boavista-RJ pela FlaTV, tratando o assunto como quebra de contrato à época. Apesar da Globo ter recuperado os direitos de transmissão, a Band segue transmitindo o evento em rede nacional, assim como o BandSports, mas com as duas mídias só transmitindo juntas o mesmo jogo a partir da fase final. A mudança nesse caso era a saída do Canal GOAT das transmissões.
Em 12 de dezembro de 2024, o Vasco da Gama acerta com a BRAX, por intermédio da Globo, que negociava com o clube os direitos de transmissão. Com isso, tanto as mídias do Grupo Globo (TV Globo, SporTV e Premiere), como do Grupo Bandeirantes de Comunicação (Band e BandSports) poderão transmitir todos os jogos dos clubes participantes do torneio, mesmo que sejam mandantes e visitantes.
Em 7 de janeiro de 2025, o GOAT fechou um novo acordo com a BRAX pela transmissão do Campeonato Carioca via internet, tendo a cobertura de todas as partidas do Campeonato, envolvendo times grandes e pequenos.
| Emissora   | Dois jogos por rodada + fase final | Um jogo por rodada + fase final | Demais jogos + fase final e Taça Rio |
| ---------- | --- | --- | --- |
| Band       | Exibição em TV aberta para todo o país de jogos selecionados para transmissão nas quartas e quintas-feiras às 21:30 e aos sábados e domingos às 16:00, podendo haver jogos em outros horários em dias esporádicos. | | |
| TV Globo   | | Exibição em TV aberta apenas para os estados do Rio de Janeiro, Espírito Santo, Acre, Amapá, Amazonas, Rondônia, Roraima, Pará, Piauí, Sergipe, Maranhão e Distrito Federal, além da região de Juiz de Fora (MG), aos sábados às 16:30, podendo haver jogos em outros horários ou em dias diferentes. | |
| SporTV     | | | Exibição em TV paga de jogos selecionados em variados dias.                                                                               |
| Premiere   | | | Exibição em pay-per-view de jogos selecionados em variados dias.                                                                          |
| BandSports | | | Exibição em TV paga de jogos selecionados em variados dias, com exceção das partidas transmitidas por veículos do Grupo Globo.            |
| Canal GOAT | | | Exibição em streaming gratuito de jogos selecionados em variados dias, com exceção das partidas transmitidas por veículos do Grupo Globo. |

## Participantes
| Equipe            | Cidade         | Em 2024        | Estádio             | Capacidade | Títulos (Carioca)   | Br. – Série |
| ----------------- | -------------- | -------------- | ------------------- | ---------- | ------------------- | ----------- |
| Bangu             | Rio de Janeiro | 11.º           | Moça Bonita         | 9 024      | 2 (último em 1966)  | —           |
| Boavista-RJ       | Saquarema      | 6.º            | Elcyr Resende       | 4 315      | 0 (não possui)      | D           |
| Botafogo          | Rio de Janeiro | 5.º            | Nilton Santos       | 44 661     | 21 (último em 2018) | A           |
| Flamengo          | Rio de Janeiro | 1.º            | Maracanã            | 78 838     | 38 (último em 2024) | A           |
| Fluminense        | Rio de Janeiro | 4.º            | Maracanã            | 78 838     | 33 (último em 2023) | A           |
| Madureira         | Rio de Janeiro | 9.º            | Conselheiro Galvão  | 5 014      | 0 (não possui)      | —           |
| Maricá            | Maricá         | 1.º (Série A2) | João Saldanha       | 1 850      | 0 (não possui)      | D           |
| Nova Iguaçu       | Nova Iguaçu    | 2.º            | Jânio Moraes        | 1 810      | 0 (não possui)      | D           |
| Portuguesa-RJ     | Rio de Janeiro | 7.º            | Luso-Brasileiro     | 5 044      | 0 (não possui)      | —           |
| Sampaio Corrêa-RJ | Saquarema      | 8.º            | Lourival Gomes      | 1 800      | 0 (não possui)      | —           |
| Vasco da Gama     | Rio de Janeiro | 3.º            | São Januário        | 21 880     | 24 (último em 2016) | A           |
| Volta Redonda     | Volta Redonda  | 10.º           | Raulino de Oliveira | 18 230     | 0 (não possui)      | B           |

### Outros estádios
Como previsto no "Regulamento Geral", algumas partidas serão realizadas em outros estádios em virtude da venda de mando de campo.
| Estádio           | Cidade              | Cap.   | Rodada | Mandante      | Placar | Visitante     | Público | Renda (R$)   | Ref.                 |
| ----------------- | ------------------- | ------ | ------ | ------------- | ------ | ------------- | ------- | ------------ | -------------------- |
| Amigão            | Campina Grande (PB) | 19 000 | 2.ª    | Madureira     | 1 – 1  | Flamengo      | 3 614   | 292 980,00   | [ 15 ] [ 16 ] [ 17 ] |
| Arena da Amazônia | Manaus (AM)         | 63 903 | 4.ª    | Vasco da Gama | 2 – 0  | Madureira     | 17 240  | 2 512 712,00 | [ 18 ] [ 19 ]        |
| Batistão          | Aracaju (SE)        | 15 586 | 1.ª    | Flamengo      | 1 – 2  | Boavista-RJ   | 3 793   | 348 600,00   | [ 16 ] [ 20 ]        |
| Castelão          | São Luís (MA)       | 40 149 | 3.ª    | Flamengo      | 1 – 2  | Nova Iguaçu   | 4 696   | 190 210,00   | [ 21 ] [ 22 ]        |
| Castelão          | São Luís (MA)       | 40 149 | 4.ª    | Bangu         | 0 – 5  | Flamengo      | 33 077  | 3 294 420,00 | [ 16 ] [ 23 ]        |
| Kleber Andrade    | Cariacica (ES)      | 21 000 | 5.ª    | Madureira     | 0 – 0  | Fluminense    | 4 341   | 519 234,00   | [ 24 ] [ 25 ]        |
| Kleber Andrade    | Cariacica (ES)      | 21 000 | 7.ª    | Vasco da Gama | 2 – 2  | Volta Redonda | 21 626  | 2 632 046,00 | [ 26 ] [ 27 ]        |
| Kleber Andrade    | Cariacica (ES)      | 21 000 | 9.ª    | Botafogo      | 0 – 2  | Madureira     | 4 601   | 457 213,00   | [ 28 ] [ 29 ]        |
| Mané Garrincha    | Brasília (DF)       | 69 349 | 5.ª    | Volta Redonda | 0 – 2  | Flamengo      | 23 872  | 2 480 263,00 | [ 30 ] [ 31 ]        |
| Mané Garrincha    | Brasília (DF)       | 69 349 | 8.ª    | Vasco da Gama | 1 – 2  | Fluminense    | 30 160  | 2 551 765,00 | [ 32 ] [ 33 ]        |
| Parque do Sabiá   | Uberlândia (MG)     | 39 990 | 8.ª    | Portuguesa-RJ | 0 – 5  | Flamengo      | 16 396  | 1 429 103,00 | [ 34 ] [ 35 ]        |

     Vitória do mandante ·      Derrota do mandante ·      Empate

## Taça Guanabara
| Pos | Equipe            | Pts | J  | V | E | D | GP | GC | SG  | Classificação ou descenso                                                 |
| --- | ----------------- | --- | -- | - | - | - | -- | -- | --- | ------------------------------------------------------------------------- |
| 1   | Flamengo          | 23  | 11 | 7 | 2 | 2 | 25 | 5  | +20 | Campeão da Taça Guanabara e classificado para as semifinais do Campeonato |
| 2   | Volta Redonda     | 20  | 11 | 6 | 2 | 3 | 13 | 12 | +1  | Classificados para as semifinais do Campeonato                            |
| 3   | Fluminense        | 17  | 11 | 4 | 5 | 2 | 13 | 9  | +4  | Classificados para as semifinais do Campeonato                            |
| 4   | Vasco da Gama     | 17  | 11 | 4 | 5 | 2 | 13 | 9  | +4  | Classificados para as semifinais do Campeonato                            |
| 5   | Sampaio Corrêa-RJ | 16  | 11 | 4 | 4 | 3 | 13 | 11 | +2  | Classificados para a Taça Rio                                             |
| 6   | Nova Iguaçu       | 16  | 11 | 4 | 4 | 3 | 8  | 9  | −1  | Classificados para a Taça Rio                                             |
| 7   | Madureira         | 15  | 11 | 4 | 3 | 4 | 11 | 8  | +3  | Classificados para a Taça Rio                                             |
| 8   | Boavista-RJ       | 14  | 11 | 2 | 8 | 1 | 10 | 8  | +2  | Classificados para a Taça Rio                                             |
| 9   | Botafogo          | 13  | 11 | 4 | 1 | 6 | 11 | 12 | −1  |                                                                           |
| 10  | Maricá            | 12  | 11 | 3 | 3 | 5 | 11 | 17 | −6  |                                                                           |
| 11  | Portuguesa-RJ     | 10  | 11 | 3 | 1 | 7 | 12 | 25 | −13 |                                                                           |
| 12  | Bangu             | 4   | 11 | 0 | 4 | 7 | 4  | 20 | −16 | Rebaixado à Série A2 de 2025                                              |

1. 1 2  Pontos no confronto direto: Fluminense 3, Vasco 0.

### Confrontos
Fonte:

#### Primeira rodada
| 11 de janeiro | Botafogo                    | 1 – 2                   | Maricá                                 | Estádio Nilton Santos, Rio de Janeiro                              |
| 16:00         | Patrick de Paula 90' (pen.) | Súmula (FERJ) Soccerway | Valdenilson 4' · Hugo da Conceição 62' | Público: 9 627 Renda: R$ 206 778,00 Árbitro: RJ Bruno Mota Correia |

| 11 de janeiro | Nova Iguaçu | 1 – 1                   | Vasco da Gama     | Estádio de São Januário, Rio de Janeiro                                         |
| 16:30         | Sidney 62'  | Súmula (FERJ) Soccerway | Paulo Ricardo 39' | Público: 9 924 Renda: R$ 462 506,00 Árbitro: RJ Carlos Tadeu Ferreira de Castro |

| 11 de janeiro | Bangu | 0 – 1                   | Portuguesa-RJ        | Estádio Moça Bonita, Rio de Janeiro                                    |
| 19:00         |       | Súmula (FERJ) Soccerway | Lohan dos Santos 79' | Público: 2 900 Renda: R$ 40 000,00 Árbitro: RJ Júlio César de Oliveira |

| 12 de janeiro | Flamengo      | 1 – 2                   | Boavista-RJ            | Estádio Batistão, Aracaju                                              |
| 16:00         | Carlinhos 55' | Súmula (FERJ) Soccerway | Zé Vitor 35' · Raí 66' | Público: 3 793 Renda: R$ 348 600,00 Árbitro: RJ Pierry Dias dos Santos |

| 12 de janeiro | Madureira                                   | 2 – 0                   | Volta Redonda | Estádio da Conselheiro Galvão, Rio de Janeiro                      |
| 16:00         | Renato Henrique 61' · Marcus Vinicius 90+5' | Súmula (FERJ) Soccerway |               | Público: 700 Renda: R$ 12 000,00 Árbitro: RJ Bruno Arleu de Araújo |

| 12 de janeiro | Fluminense | 0 – 0                   | Sampaio Corrêa-RJ | Estádio Moça Bonita, Rio de Janeiro                                |
| 19:00         |            | Súmula (FERJ) Soccerway |                   | Público: 4 103 Renda: R$ 85 414,00 Árbitro: RJ Lucas Coelho Santos |

#### Segunda rodada
| 14 de janeiro | Botafogo                     | 2 – 0                   | Portuguesa-RJ | Estádio Nilton Santos, Rio de Janeiro                                          |
| 19:30         | Kauê 20' · Kayke Queiroz 75' | Súmula (FERJ) Soccerway |               | Público: 3 798 Renda: R$ 65 482,00 Árbitro: RJ João Marcos Gonçalves Fernandes |

| 15 de janeiro | Maricá           | 1 – 0                   | Boavista-RJ | Estádio João Saldanha, Maricá                                                 |
| 15:45         | Sandro Silva 16' | Súmula (FERJ) Soccerway |             | Público: 1 792 Renda: R$ 26 420,00 Árbitro: RJ Wagner do Nascimento Magalhães |

| 15 de janeiro | Nova Iguaçu         | 1 – 0                   | Sampaio Corrêa-RJ | Estádio Laranjão, Nova Iguaçu                                       |
| 18:30         | Philippe 69' (pen.) | Súmula (FERJ) Soccerway |                   | Público: 999 Renda: R$ 18 980,00 Árbitro: RJ Alan Trindade da Silva |

| 15 de janeiro | Volta Redonda  | 1 – 0                   | Fluminense | Estádio Raulino de Oliveira, Volta Redonda                         |
| 21:30         | Mirandinha 87' | Súmula (FERJ) Soccerway |            | Público: 5 275 Renda: R$ 118 950,00 Árbitro: RJ Alex Gomes Stefano |

| 16 de janeiro | Madureira          | 1 – 1                   | Flamengo       | Estádio Amigão, Campina Grande                                           |
| 18:30         | Marcelo 89' (pen.) | Súmula (FERJ) Soccerway | Thiaguinho 65' | Público: 3 614 Renda: R$ 292 980,00 Árbitro: RJ Tarcizo Pinheiro Caetano |

| 16 de janeiro | Vasco da Gama | 0 – 0                   | Bangu | Estádio de São Januário, Rio de Janeiro                                   |
| 21:30         |               | Súmula (FERJ) Soccerway |       | Público: 6 384 Renda: R$ 279 248,00 Árbitro: RJ Jodis Nascimento de Souza |

#### Terceira rodada
| 18 de janeiro | Sampaio Corrêa-RJ                       | 2 – 1                   | Botafogo    | Estádio Lourival Gomes, Saquarema                                           |
| 16:30         | Rafael Pernão 31' · Guilherme Souza 73' | Súmula (FERJ) Soccerway | Serafim 89' | Público: 1 403 Renda: R$ 43 620,00 Árbitro: RJ Lucas Neves Borja de Almeida |

| 18 de janeiro | Fluminense              | 1 – 1                   | Maricá       | Estádio Moça Bonita, Rio de Janeiro                                      |
| 19:00         | Kauã Elias 90+7' (pen.) | Súmula (FERJ) Soccerway | Denílson 72' | Público: 3 134 Renda: R$ 64 618,00 Árbitro: RJ Thiago da Silva Ludugério |

| 19 de janeiro | Portuguesa-RJ                     | 2 – 1                   | Madureira           | Estádio Luso-Brasileiro, Rio de Janeiro                             |
| 17:00         | Anderson Rosa 23' · Elicley 90+3' | Súmula (FERJ) Soccerway | Renato 45+3' (pen.) | Público: 1 319 Renda: R$ 12 920,00 Árbitro: RJ Thiago Ramos Marques |

| 19 de janeiro | Boavista-RJ  | 1 – 1                   | Vasco da Gama | Estádio Elcyr Resende, Saquarema                                                 |
| 19:00         | Zé Vitor 21' | Súmula (FERJ) Soccerway | Walace 71'    | Público: 3 361 Renda: R$ 120 990,00 Árbitro: RJ Felipe da Silva Gonçalves Paludo |

| 19 de janeiro | Bangu | 0 – 1                   | Volta Redonda | Estádio Moça Bonita, Rio de Janeiro                                |
| 20:00         |       | Súmula (FERJ) Soccerway | Heliardo 68'  | Público: 2 061 Renda: R$ 21 500,00 Árbitro: RJ André Rodrigo Rocha |

| 19 de janeiro | Flamengo    | 1 – 2                   | Nova Iguaçu                         | Estádio Castelão, São Luís                                                     |
| 21:00         | Wallace 52' | Súmula (FERJ) Soccerway | Lucas Cruz 33' · Vitinho 66' (pen.) | Público: 4 696 Renda: R$ 190 210,00 Árbitro: RJ Wallace Rogério Rufino de Lima |

#### Quarta rodada
| 22 de janeiro | Maricá                        | 2 – 0                   | Nova Iguaçu | Estádio João Saldanha, Maricá                                          |
| 15:45         | Walber 72' (pen.), 86' (pen.) | Súmula (FERJ) Soccerway |             | Público: 1 792 Renda: R$ 26 420,00 Árbitro: RJ Ewerton Marques Ribeiro |

| 22 de janeiro | Bangu | 0 – 5                   | Flamengo                                                                       | Estádio Castelão, São Luís                                                         |
| 19:00         |       | Súmula (FERJ) Soccerway | Felipe Teresa 40' · Wallace Yan 53' · Carlinhos 58', 80' · Guilherme Gomes 63' | Público: 33 077 Renda: R$ 3 294 420,00 Árbitro: RJ Carlos Tadeu Ferreira de Castro |

| 22 de janeiro | Botafogo               | 1 – 2                   | Volta Redonda                        | Estádio Nilton Santos, Rio de Janeiro                                 |
| 21:30         | Matheus Nascimento 18' | Súmula (FERJ) Soccerway | Gabriel Bahia 10' · Bruno Santos 30' | Público: 2 434 Renda: R$ 51 646,00 Árbitro: RJ Pierry Dias dos Santos |

| 23 de janeiro | Boavista-RJ  | 1 – 1                   | Sampaio Corrêa-RJ | Estádio Elcyr Resende, Saquarema                               |
| 20:00         | Zé Vitor 83' | Súmula (FERJ) Soccerway | Elias 16' (pen.)  | Público: 999 Renda: R$ 9 990,00 Árbitro: RJ Bruno Mota Correia |

| 23 de janeiro | Portuguesa-RJ | 1 – 3                   | Fluminense                             | Estádio Luso-Brasileiro, Rio de Janeiro                                       |
| 21:30         | Romarinho 37' | Súmula (FERJ) Soccerway | Keno 10' · Germán Cano 31' (pen.), 59' | Público: 2 822 Renda: R$ 86 160,00 Árbitro: RJ Wagner do Nascimento Magalhães |

| 23 de janeiro | Vasco da Gama                | 2 – 0                   | Madureira | Arena da Amazônia, Manaus                                                  |
| 21:30         | Paulinho 21' · Vegetti 90+5' | Súmula (FERJ) Soccerway |           | Público: 17 240 Renda: R$ 2 512 712,00 Árbitro: RJ Júlio César de Oliveira |

#### Quinta rodada
| 25 de janeiro | Volta Redonda | 0 – 2                   | Flamengo                        | Estádio Mané Garrincha, Brasília                                          |
| 16:30         |               | Súmula (FERJ) Soccerway | Michael 42' · Gonzalo Plata 46' | Público: 23 872 Renda: R$ 2 480 263,00 Árbitro: RJ Alan Trindade da Silva |

| 26 de janeiro | Maricá                         | 2 – 2                   | Sampaio Corrêa-RJ | Estádio João Saldanha, Maricá                                     |
| 15:45         | Luis Felipe 18' · Walber 90+5' | Súmula (FERJ) Soccerway | Max 26', 74'      | Público: 1 792 Renda: R$ 26 420,00 Árbitro: RJ Alex Gomes Stefano |

| 26 de janeiro | Madureira | 0 – 0                   | Fluminense | Estádio Kleber Andrade, Cariacica                                               |
| 16:00         |           | Súmula (FERJ) Soccerway |            | Público: 4 341 Renda: R$ 519 234,00 Árbitro: RJ João Marcos Gonçalves Fernandes |

| 26 de janeiro | Botafogo                          | 2 – 0                   | Bangu | Estádio Nilton Santos, Rio de Janeiro                                    |
| 18:00         | Patrick de Paula 43' · Kauê 90+2' | Súmula (FERJ) Soccerway |       | Público: 2 764 Renda: R$ 56 324,00 Árbitro: RJ Thiago da Silva Ludugério |

| 26 de janeiro | Vasco da Gama                                                 | 4 – 1                   | Portuguesa-RJ         | Estádio de São Januário, Rio de Janeiro                               |
| 21:00         | Vegetti 22', 85' · Philippe Coutinho 38' · Paulo Henrique 81' | Súmula (FERJ) Soccerway | João dos Santos 45+1' | Público: 8 281 Renda: R$ 371 532,00 Árbitro: RJ Bruno Arleu de Araújo |

| 27 de janeiro | Nova Iguaçu | 0 – 0                   | Boavista-RJ | Estádio Laranjão, Nova Iguaçu                                          |
| 18:00         |             | Súmula (FERJ) Soccerway |             | Público: 999 Renda: R$ 18 800,00 Árbitro: RJ Jodis Nascimento de Souza |

#### Sexta rodada
| 29 de janeiro | Maricá | 0 – 1                   | Vasco da Gama      | Estádio de São Januário, Rio de Janeiro                                         |
| 19:00         |        | Súmula (FERJ) Soccerway | Paulo Henrique 69' | Público: 13 893 Renda: R$ 664 688,00 Árbitro: RJ Wallace Rogério Rufino de Lima |

| 29 de janeiro | Volta Redonda                    | 2 – 1                   | Portuguesa-RJ        | Estádio Raulino de Oliveira, Volta Redonda                                  |
| 20:30         | Fabrício 11' (pen.) · Kelvin 77' | Súmula (FERJ) Soccerway | Lohan dos Santos 53' | Público: 1 049 Renda: R$ 11 160,00 Árbitro: RJ Lucas Neves Borja de Almeida |

| 29 de janeiro   | Botafogo                             | 2 – 1                   | Fluminense             | Estádio Nilton Santos, Rio de Janeiro                                 |
| 21:30 Histórico | Igor Jesus 56' · Savarino 81' (pen.) | Súmula (FERJ) Soccerway | Germán Cano 68' (pen.) | Público: 7 549 Renda: R$ 276 624,00 Árbitro: RJ Bruno Arleu de Araújo |

| 30 de janeiro | Nova Iguaçu | 1 – 1                   | Bangu          | Estádio Laranjão, Nova Iguaçu                                              |
| 16:00         | Vitinho 62' | Súmula (FERJ) Soccerway | João Veras 64' | Público: 806 Renda: R$ 14 940,00 Árbitro: RJ Lucas de Melo Maciel Barcelos |

| 30 de janeiro | Boavista-RJ | 0 – 0                   | Madureira | Estádio Elcyr Resende, Saquarema                                |
| 18:30         |             | Súmula (FERJ) Soccerway |           | Público: 947 Renda: R$ 7 660,00 Árbitro: RJ Lucas Coelho Santos |

| 30 de janeiro | Flamengo                      | 2 – 0                   | Sampaio Corrêa-RJ | Estádio do Maracanã, Rio de Janeiro                                      |
| 21:30         | Wallace Yan 76' · Alcaraz 87' | Súmula (FERJ) Soccerway |                   | Público: 20 455 Renda: R$ 936 573,00 Árbitro: RJ Júlio César de Oliveira |

#### Sétima rodada
| 1 de fevereiro | Vasco da Gama             | 2 – 2                   | Volta Redonda                             | Estádio Kleber Andrade, Cariacica                                            |
| 16:30          | Vegetti 57' (pen.), 90+3' | Súmula (FERJ) Soccerway | João Victor 53' (g.c.) · Bruno Santos 64' | Público: 21 626 Renda: R$ 2 632 046,00 Árbitro: RJ Jodis Nascimento de Souza |

| 2 de fevereiro | Sampaio Corrêa-RJ                              | 3 – 0                   | Bangu | Estádio Lourival Gomes, Saquarema                                |
| 16:00          | Rafael Pernão 10' · Elias 46' · Max 75' (pen.) | Súmula (FERJ) Soccerway |       | Público: 384 Renda: R$ 4 140,00 Árbitro: RJ Thiago Ramos Marques |

| 2 de fevereiro | Portuguesa-RJ | 0 – 1                   | Nova Iguaçu    | Estádio Luso-Brasileiro, Rio de Janeiro                              |
| 19:15          |               | Súmula (FERJ) Soccerway | Lucas Cruz 73' | Público: 743 Renda: R$ 5 840,00 Árbitro: RJ Tarcizo Pinheiro Caetano |

| 2 de fevereiro | Fluminense        | 1 – 1                   | Boavista-RJ      | Estádio do Maracanã, Rio de Janeiro                                |
| 21:00          | Samuel Xavier 84' | Súmula (FERJ) Soccerway | Marcos Paulo 58' | Público: 8 603 Renda: R$ 257 922,00 Árbitro: RJ Alex Gomes Stefano |

| 3 de fevereiro | Madureira          | 1 – 0                   | Maricá | Estádio da Conselheiro Galvão, Rio de Janeiro                      |
| 16:30          | Marcelo 68' (pen.) | Súmula (FERJ) Soccerway |        | Público: 597 Renda: R$ 9 480,00 Árbitro: RJ Alan Trindade da Silva |

| 12 de fevereiro | Flamengo      | 1 – 0                   | Botafogo | Estádio do Maracanã, Rio de Janeiro                                   |
| 21:30 Histórico | Léo Ortiz 55' | Súmula (FERJ) Soccerway |          | Público: 33 465 Renda: R$ 1 750 632,50 Árbitro: RJ Bruno Mota Correia |

#### Oitava rodada
| 5 de fevereiro | Bangu | 0 – 0                   | Boavista-RJ | Estádio Moça Bonita, Rio de Janeiro                                  |
| 18:00          |       | Súmula (FERJ) Soccerway |             | Público: 999 Renda: R$ 11 380,00 Árbitro: RJ Ewerton Marques Ribeiro |

| 5 de fevereiro | Portuguesa-RJ | 0 – 5                   | Flamengo                                                                                           | Estádio Parque do Sabiá, Uberlândia                                       |
| 19:00          |               | Súmula (FERJ) Soccerway | Juninho 36' · Luiz Araújo 56' · De Arrascaeta 59' (pen.) · Matheus Gonçalves 65' · Wallace Yan 86' | Público: 16 396 Renda: R$ 1 429 103,00 Árbitro: RJ Pierry Dias dos Santos |

| 5 de fevereiro  | Vasco da Gama        | 1 – 2                   | Fluminense                         | Estádio Mané Garrincha, Brasília                                                  |
| 21:30 Histórico | Philippe Coutinho 2' | Súmula (FERJ) Soccerway | Thiago Silva 34' · Germán Cano 40' | Público: 30 160 Renda: R$ 2 551 765,00 Árbitro: RJ Wagner do Nascimento Magalhães |

| 6 de fevereiro | Madureira | 0 – 1                   | Sampaio Corrêa-RJ | Estádio da Conselheiro Galvão, Rio de Janeiro                 |
| 16:00          |           | Súmula (FERJ) Soccerway | Elias 20'         | Público: 404 Renda: R$ 5 235,00 Árbitro: RJ João Ennio Sobral |

| 6 de fevereiro | Volta Redonda                             | 2 – 1                   | Maricá               | Estádio Raulino de Oliveira, Volta Redonda                         |
| 21:15          | Marcos Vinicius 62' · Fabrício 77' (pen.) | Súmula (FERJ) Soccerway | Jefferson Tavares 1' | Público: 1 634 Renda: R$ 22 620,00 Árbitro: RJ André Rodrigo Rocha |

| 6 de fevereiro | Nova Iguaçu | 0 – 1                   | Botafogo  | Estádio Moça Bonita, Rio de Janeiro                                            |
| 21:45          |             | Súmula (FERJ) Soccerway | Kayke 90' | Público: 2 241 Renda: R$ 74 930,00 Árbitro: RJ Carlos Tadeu Ferreira de Castro |

#### Nona rodada
| 8 de fevereiro  | Fluminense | 0 – 0                   | Flamengo | Estádio do Maracanã, Rio de Janeiro                                   |
| 16:30 Histórico |            | Súmula (FERJ) Soccerway |          | Público: 37 838 Renda: R$ 2 180 770,00 Árbitro: RJ Alex Gomes Stefano |

| 8 de fevereiro | Boavista-RJ                  | 2 – 2                   | Portuguesa-RJ                                      | Estádio Elcyr Resende, Saquarema                                              |
| 20:00          | Zé Vitor 9' · Leandrinho 72' | Súmula (FERJ) Soccerway | Wellington Cézar 49' · Lohan dos Santos 69' (pen.) | Público: 1 207 Renda: R$ 9 840,00 Árbitro: RJ João Marcos Gonçalves Fernandes |

| 9 de fevereiro | Maricá       | 1 – 1                   | Bangu           | Estádio João Saldanha, Maricá                                                   |
| 15:45          | Sérgio 90+4' | Súmula (FERJ) Soccerway | João Felipe 66' | Público: 1 173 Renda: R$ 14 230,00 Árbitro: RJ Felipe da Silva Gonçalves Paludo |

| 9 de fevereiro | Botafogo | 0 – 2                   | Madureira                        | Estádio Kleber Andrade, Cariacica                                              |
| 16:00          |          | Súmula (FERJ) Soccerway | Wagninho 31' · Cauã Coutinho 83' | Público: 4 601 Renda: R$ 457 213,00 Árbitro: RJ Wallace Rogério Rufino de Lima |

| 9 de fevereiro | Volta Redonda | 0 – 0                   | Nova Iguaçu | Estádio Raulino de Oliveira, Volta Redonda                                 |
| 20:30          |               | Súmula (FERJ) Soccerway |             | Público: 1 541 Renda: R$ 21 660,00 Árbitro: RJ Yuri Elino Ferreira da Cruz |

| 10 de fevereiro | Sampaio Corrêa-RJ | 0 – 0                   | Vasco da Gama | Estádio Lourival Gomes, Saquarema                                     |
| 20:00           |                   | Súmula (FERJ) Soccerway |               | Público: 3 842 Renda: R$ 139 470,00 Árbitro: RJ Bruno Arleu de Araújo |

#### Décima rodada
| 15 de fevereiro | Bangu | 0 – 3                   | Madureira                                     | Estádio Moça Bonita, Rio de Janeiro                                  |
| 18:30           |       | Súmula (FERJ) Soccerway | Celsinho 22' · Jefferson 55' · Marquinhos 83' | Público: 1 031 Renda: R$ 11 280,00 Árbitro: RJ Bruno Arleu de Araújo |

| 15 de fevereiro | Boavista-RJ  | 1 – 1                   | Botafogo          | Estádio Elcyr Resende, Saquarema                                       |
| 19:00           | Zé Vitor 38' | Súmula (FERJ) Soccerway | Kayke Queiroz 77' | Público: 2 619 Renda: R$ 57 140,00 Árbitro: RJ Júlio César de Oliveira |

| 15 de fevereiro | Flamengo                                | 2 – 0                   | Vasco da Gama | Estádio do Maracanã, Rio de Janeiro                                               |
| 21:45 Histórico | Bruno Henrique 30' (pen.) · Everton 88' | Súmula (FERJ) Soccerway |               | Público: 44 543 Renda: R$ 2 491 377,50 Árbitro: RJ Wagner do Nascimento Magalhães |

| 16 de fevereiro | Fluminense                    | 2 – 0                   | Nova Iguaçu | Estádio do Maracanã, Rio de Janeiro                                       |
| 16:00           | Germán Cano 1' · Cannobio 17' | Súmula (FERJ) Soccerway |             | Público: 12 731 Renda: R$ 406 336,00 Árbitro: Yuri Elino Ferreira da Cruz |

| 16 de fevereiro | Sampaio Corrêa-RJ | 1 – 3                   | Volta Redonda                                     | Estádio Lourival Gomes, Saquarema                                     |
| 16:00           | Octavio 58'       | Súmula (FERJ) Soccerway | Bruno Santos 29' · Sanchez 43' · Mirandinha 90+4' | Público: 574 Renda: R$ 5 610,00 Árbitro: RJ Jodis Nascimento de Souza |

| 16 de fevereiro | Portuguesa-RJ                                                | 3 – 1                   | Maricá     | Estádio Luso-Brasileiro, Rio de Janeiro                        |
| 19:00           | Lohan dos Santos 53' · Mizael 71' (g.c.) · Helio Paraíba 86' | Súmula (FERJ) Soccerway | Walber 67' | Público: 669 Renda: R$ 7 030,00 Árbitro: RJ Alex Gomes Stefano |

#### Décima primeira rodada
| 22 de fevereiro | Flamengo                                                                                 | 5 – 0                   | Maricá | Estádio do Maracanã, Rio de Janeiro                                            |
| 19:00           | Gerson 17' · Léo Ortiz 26' · De Arrascaeta 57' · Luiz Araújo 59' · Matheus Gonçalves 80' | Súmula (FERJ) Soccerway |        | Público: 29 544 Renda: R$ 1 626 284,50 Árbitro: RJ Yuri Elino Ferreira da Cruz |

| 22 de fevereiro | Boavista-RJ                           | 2 – 0                   | Volta Redonda | Estádio Elcyr Resende, Saquarema                               |
| 19:00           | Marcos Paulo 37' · Abner Vinícius 47' | Súmula (FERJ) Soccerway |               | Público: 694 Renda: R$ 4 600,00 Árbitro: RJ Alex Gomes Stefano |

| 22 de fevereiro | Sampaio Corrêa-RJ            | 3 – 1                   | Portuguesa-RJ     | Estádio Lourival Gomes, Saquarema                                  |
| 21:15           | Max 60', 69' · Iacovelli 62' | Súmula (FERJ) Soccerway | Helio Paraíba 83' | Público: 269 Renda: R$ 2 880,00 Árbitro: RJ Alan Trindade da Silva |

| 23 de fevereiro | Vasco da Gama      | 1 – 0                   | Botafogo | Estádio Vasco da Gama, Rio de Janeiro                                  |
| 18:30 Histórico | Vegetti 18' (pen.) | Súmula (FERJ) Soccerway |          | Público: 17 329 Renda: R$ 824 861,00 Árbitro: RJ Bruno Arleu de Araújo |

| 23 de fevereiro | Nova Iguaçu       | 2 – 1                   | Madureira           | Estádio Jânio Moraes, Nova Iguaçu                                           |
| 18:30           | Xandinho 13', 59' | Súmula (FERJ) Soccerway | Renato Henrique 70' | Público: 677 Renda: R$ 12 820,00 Árbitro: RJ Wagner do Nascimento Magalhães |

| 23 de fevereiro | Fluminense                                         | 3 – 2                   | Bangu                                      | Estádio do Maracanã, Rio de Janeiro                                     |
| 18:30           | Juan Sanchéz 14' (g.c.) · Canobbio 53' · Serna 57' | Súmula (FERJ) Soccerway | Freytes 43' (g.c.) · João Veras 63' (pen.) | Público: 14 523 Renda: R$ 469 549,50 Árbitro: RJ Pierry Dias dos Santos |

### Premiação
| Taça Guanabara de 2025           |
| Guanabara                        |
| -------------------------------- |
| FLAMENGO Bicampeão (25.º título) |

## Taça Rio
Em itálico, as equipes que jogarão pelo empate por ter melhor campanha e em negrito as equipes vencedoras das partidas. Na final, não há vantagem de empate para nenhuma equipe.
|  | Semifinais        | Semifinais | Semifinais | Semifinais |   |                   | Final | Final | Final | Final |
|  |                   |            |            |            |   |                   |       |       |       |       |
|  | Sampaio Corrêa-RJ | 0          | 3          | 3          |   |                   |       |       |       |       |
|  | Boavista-RJ       | 0          | 0          | 0          |   |                   |       |       |       |       |
|  | Boavista-RJ       | 0          | 0          | 0          |   | Sampaio Corrêa-RJ | 2     | 4     | 6     |       |
|  |                   |            |            |            |   | Sampaio Corrêa-RJ | 2     | 4     | 6     |       |
|  |                   | Madureira  | 1          | 2          | 3 |                   |       |       |       |       |
|  | Nova Iguaçu       | Madureira  | 1          | 2          | 3 | 0                 | 1     | 1     |       |       |
|  | Nova Iguaçu       |            |            |            |   | 0                 | 1     | 1     |       |       |
|  | Madureira         | 0          | 2          | 2          |   |                   |       |       |       |       |

### Semifinais
Fonte: 
Ida
| 1 de março | Madureira | 0 – 0                   | Nova Iguaçu | Estádio da Conselheiro Galvão, Rio de Janeiro                              |
| 18:00      |           | Súmula (FERJ) Soccerway |             | Público: 336 Renda: R$ 4 050,00 Árbitro: RJ Wallace Rogério Rufino de Lima |

| 6 de março | Boavista-RJ | 0 – 0                   | Sampaio Corrêa-RJ | Estádio Elcyr Resende, Saquarema                                         |
| 21:15      |             | Súmula (FERJ) Soccerway |                   | Público: 2 080 Renda: R$ 20 360,00 Árbitro: RJ Jodis Nascimento de Souza |

Volta
| 8 de março | Nova Iguaçu | 1 – 2                   | Madureira                | Estádio Jânio Moraes, Nova Iguaçu                                  |
| 18:00      | Kennyd 23'  | Súmula (FERJ) Soccerway | Marcelo 14' · Renato 65' | Público: 457 Renda: R$ 9 120,00 Árbitro: RJ Alan Trindade da Silva |

| 9 de março | Sampaio Corrêa-RJ                    | 3 – 0                   | Boavista-RJ | Estádio Lourival Gomes, Saquarema                                |
| 21:15      | Luan Gama 2' · Max 16' · Octavio 74' | Súmula (FERJ) Soccerway |             | Público: 1 089 Renda: R$ 9 260,00 Árbitro: RJ Bruno Mota Correia |

### Finais
Fonte: 
Ida
| 12 de março | Madureira           | 1 – 2                   | Sampaio Corrêa-RJ       | Estádio da Conselheiro Galvão, Rio de Janeiro                  |
| 17:45       | Renato Henrique 26' | Súmula (FERJ) Soccerway | Marreta 36' · Elias 56' | Público: 508 Renda: R$ 7 080,00 Árbitro: RJ Alex Gomes Stefano |

Volta
| 15 de março | Sampaio Corrêa-RJ                                                    | 4 – 2     | Madureira                                  | Estádio Lourival Gomes, Saquarema          |
| 16:00       | Alexandre Souza 43' · Daniel 59' · Ryan Silva 66' · Elias 89' (pen.) | Soccerway | Rodrigo Lindoso 11' · Jefferson Victor 75' | Árbitro: RJ Wagner do Nascimento Magalhães |

### Premiação
| Taça Rio de 2025                    |
| Saquarema                           |
| ----------------------------------- |
| SAMPAIO CORRÊA Campeão (1.º título) |

## Fase final
Em itálico, as equipes que jogarão pelo empate por ter melhor campanha e em negrito as equipes vencedoras das partidas. Na final, não há vantagem de empate para nenhuma equipe.
|  | Semifinais    | Semifinais | Semifinais | Semifinais |   |          | Final | Final | Final | Final |
|  |               |            |            |            |   |          |       |       |       |       |
|  | Flamengo      | 1          | 2          | 3          |   |          |       |       |       |       |
|  | Vasco da Gama | 0          | 1          | 1          |   |          |       |       |       |       |
|  | Vasco da Gama | 0          | 1          | 1          |   | Flamengo | 2     | 0     | 2     |       |
|  |               |            |            |            |   | Flamengo | 2     | 0     | 2     |       |
|  |               | Fluminense | 1          | 0          | 1 |          |       |       |       |       |
|  | Volta Redonda | Fluminense | 1          | 0          | 1 | 0        | 0     | 0     |       |       |
|  | Volta Redonda |            |            |            |   | 0        | 0     | 0     |       |       |
|  | Fluminense    | 4          | 0          | 4          |   |          |       |       |       |       |

### Semifinais
Fonte: 
Ida
| 1 de março | Vasco da Gama | 0 – 1                   | Flamengo           | Estádio Nilton Santos, Rio de Janeiro                                  |
| 17:45      |               | Súmula (FERJ) Soccerway | Bruno Henrique 66' | Público: 10 996 Renda: R$ 764 864,00 Árbitro: RJ Bruno Arleu de Araújo |

| 2 de março | Fluminense                                          | 4 – 0                   | Volta Redonda | Estádio do Maracanã, Rio de Janeiro                                          |
| 18:00      | Canobbio 7', 18' · Jhon Arias 38' · Germán Cano 70' | Súmula (FERJ) Soccerway |               | Público: 17 877 Renda: R$ 764 515,00 Árbitro: RJ Yuri Elino Ferreira da Cruz |

Volta
| 8 de março | Flamengo                             | 2 – 1                   | Vasco da Gama    | Estádio do Maracanã, Rio de Janeiro                                               |
| 17:45      | Bruno Henrique 33' · Luiz Araújo 69' | Súmula (FERJ) Soccerway | Nuno Moreira 22' | Público: 55 096 Renda: R$ 3 779 935,00 Árbitro: RJ Wagner do Nascimento Magalhaes |

| 9 de março | Volta Redonda | 0 – 0                   | Fluminense | Estádio Raulino de Oliveira, Volta Redonda                         |
| 18:00      |               | Súmula (FERJ) Soccerway |            | Público: 7 135 Renda: R$ 284 220,00 Árbitro: RJ Alex Gomes Stefano |

### Finais
Fonte: 
Ida
| 12 de março | Fluminense | 1 – 2                      | Flamengo                | Estádio do Maracanã, Rio de Janeiro                                            |
| 21:30       | Keno 87'   | Súmula (FERJ) ge Soccerway | Wesley 5' · Juninho 75' | Público: 39 120 Renda: R$ 2 641 941,00 Árbitro: RJ Yuri Elino Ferreira da Cruz |

Volta
| 16 de março | Flamengo | 0 – 0                      | Fluminense | Estádio do Maracanã, Rio de Janeiro                                      |
| 16:00       |          | Súmula (FERJ) ge Soccerway |            | Público: 69 393 Renda: R$ 4 315 309,00 Árbitro: RJ Bruno Arleu de Araújo |

## Premiação
| Campeonato Carioca de Futebol de 2025 |
| Rio de Janeiro                        |
| ------------------------------------- |
| FLAMENGO Bicampeão (39.º título)      |

### Seleção do Campeonato
Em 27 de março, em uma casa de espetáculos em Copacabana, na Zona Sul do Rio de Janeiro, a FERJ divulgou a lista dos melhores do Campeonato Estadual:
| Posição          | Jogador         | Clube         |
| ---------------- | --------------- | ------------- |
| Goleiro          | Agustín Rossi   | Flamengo      |
| Lateral-direito  | Wesley          | Flamengo      |
| Zagueiro         | Léo Ortiz       | Flamengo      |
| Zagueiro         | Leo Pereira     | Flamengo      |
| Lateral-esquerdo | Gabriel Fuentes | Fluminense    |
| Volante          | Erick Pulgar    | Flamengo      |
| Meia             | Gerson          | Flamengo      |
| Meia             | Jhon Arias      | Fluminense    |
| Atacante         | Bruno Henrique  | Flamengo      |
| Atacante         | Germán Cano     | Fluminense    |
| Atacante         | Pablo Vegetti   | Vasco da Gama |
| Treinador        | Filipe Luís     | Flamengo      |

### Outros prêmios
Durante o evento, outros prêmios foram concedidos:
| Prêmio                                 | Jogador         | Clube          |
| -------------------------------------- | --------------- | -------------- |
| Artilheiros                            | Germán Cano     | Fluminense     |
| Artilheiros                            | Pablo Vegetti   | Vasco da Gama  |
| Artilheiros                            | Max             | Sampaio Corrêa |
| Melhor jogador                         | Gerson          | Flamengo       |
| Revelação                              | Riquelme Felipe | Fluminense     |
| Troféu Carlos Castilho (melhor defesa) | Zé Carlos       | Sampaio Corrêa |
| Gol Léo Batista (gol mais bonito)      | Elicley         | Portuguesa     |
| Fair play                              | —               | Vasco da Gama  |

## Classificação geral
| Pos | Equipe            | Pts | J  | V | E | D | GP | GC | SG  | Classificação ou descenso                                                       |
| --- | ----------------- | --- | -- | - | - | - | -- | -- | --- | ------------------------------------------------------------------------------- |
| 1   | Flamengo          | 23  | 11 | 7 | 2 | 2 | 25 | 5  | +20 | Campeão e classificado à Copa do Brasil de 2026                                 |
| 2   | Fluminense        | 17  | 11 | 4 | 5 | 2 | 13 | 9  | +4  | Vice-campeão e classificado à Copa do Brasil de 2026                            |
| 3   | Volta Redonda     | 20  | 11 | 6 | 2 | 3 | 13 | 12 | +1  | Semifinalistas e classificados à Copa do Brasil de 2026                         |
| 4   | Vasco da Gama     | 17  | 11 | 4 | 5 | 2 | 13 | 9  | +4  | Semifinalistas e classificados à Copa do Brasil de 2026                         |
| 5   | Sampaio Corrêa-RJ | 16  | 11 | 4 | 4 | 3 | 13 | 11 | +2  | Campeão da Taça Rio e classificado à Copa do Brasil de 2026 e à Série D de 2026 |
| 6   | Madureira         | 15  | 11 | 4 | 3 | 4 | 11 | 8  | +3  | Vice-campeão da Taça Rio e classificado à Série D de 2026                       |
| 7   | Nova Iguaçu       | 16  | 11 | 4 | 4 | 3 | 8  | 9  | −1  | Semifinalistas da Taça Rio                                                      |
| 8   | Boavista-RJ       | 14  | 11 | 2 | 8 | 1 | 10 | 8  | +2  | Semifinalistas da Taça Rio                                                      |
| 9   | Botafogo          | 13  | 11 | 4 | 1 | 6 | 11 | 12 | −1  |                                                                                 |
| 10  | Maricá            | 12  | 11 | 3 | 3 | 5 | 11 | 17 | −6  |                                                                                 |
| 11  | Portuguesa-RJ     | 10  | 11 | 3 | 1 | 7 | 12 | 25 | −13 |                                                                                 |
| 12  | Bangu             | 4   | 11 | 0 | 4 | 7 | 4  | 20 | −16 | Rebaixado à Série A2 de 2025                                                    |

## Estatísticas

### Artilharia
| Pos. | Jogador          | Equipe            | Gols |
| ---- | ---------------- | ----------------- | ---- |
| 1    | Germán Cano      | Fluminense        | 6    |
| 1    | Max              | Sampaio Corrêa-RJ | 6    |
| 1    | Vegetti          | Vasco da Gama     | 6    |
| 4    | Zé Vitor         | Boavista-RJ       | 5    |
| 5    | Canobbio         | Fluminense        | 4    |
| 5    | Lohan dos Santos | Portuguesa-RJ     | 4    |
| 5    | Renato Henrique  | Madureira         | 4    |
| 5    | Walber           | Maricá            | 4    |
| 5    | Wallace Yan      | Flamengo          | 4    |

### Maiores públicos pagantes
Estes são os dez maiores públicos pagantes do campeonato, sem considerar as partidas com portões fechados.
| N.º | Público | Mandante      | Placar | Visitante         | Estádio           | Data            | Rodada |
| --- | ------- | ------------- | ------ | ----------------- | ----------------- | --------------- | ------ |
| 1   | 41 604  | Flamengo      | 2–0    | Vasco da Gama     | Maracanã          | 15 de fevereiro | 10.ª   |
| 2   | 34 617  | Fluminense    | 0–0    | Flamengo          | Maracanã          | 8 de fevereiro  | 9.ª    |
| 3   | 30 876  | Flamengo      | 1–0    | Botafogo          | Maracanã          | 12 de fevereiro | 7.ª    |
| 4   | 30 164  | Vasco da Gama | 1–2    | Fluminense        | Mané Garrincha    | 5 de fevereiro  | 8.ª    |
| 5   | 29 820  | Bangu         | 0–5    | Flamengo          | Castelão          | 22 de janeiro   | 4.ª    |
| 6   | 27 151  | Flamengo      | 5–0    | Maricá            | Maracanã          | 22 de fevereiro | 11.ª   |
| 7   | 23 872  | Volta Redonda | 0–2    | Flamengo          | Mané Garrincha    | 25 de janeiro   | 5.ª    |
| 8   | 21 626  | Vasco da Gama | 2–2    | Volta Redonda     | Kleber Andrade    | 1 de fevereiro  | 7.ª    |
| 9   | 18 423  | Flamengo      | 2–0    | Sampaio Corrêa-RJ | Maracanã          | 30 de janeiro   | 6.ª    |
| 10  | 17 240  | Vasco da Gama | 2–0    | Madureira         | Arena da Amazônia | 23 de janeiro   | 4.ª    |

### Menores públicos pagantes
Estes são os dez menores públicos pagantes do campeonato, sem considerar as partidas com portões fechados.
| N.º | Público | Mandante          | Placar | Visitante         | Estádio             | Data            | Rodada |
| --- | ------- | ----------------- | ------ | ----------------- | ------------------- | --------------- | ------ |
| 1   | 203     | Sampaio Corrêa-RJ | 3–1    | Portuguesa-RJ     | Lourival Gomes      | 22 de fevereiro | 11.ª   |
| 2   | 304     | Madureira         | 0–1    | Sampaio Corrêa-RJ | Conselheiro Galvão  | 6 de fevereiro  | 8.ª    |
| 3   | 330     | Sampaio Corrêa-RJ | 3–0    | Bangu             | Lourival Gomes      | 2 de fevereiro  | 7.ª    |
| 4   | 444     | Boavista-RJ       | 2–0    | Volta Redonda     | Eucyzão             | 22 de fevereiro | 11.ª   |
| 5   | 513     | Sampaio Corrêa-RJ | 1–3    | Volta Redonda     | Lourival Gomes      | 16 de fevereiro | 10.ª   |
| 6   | 524     | Portuguesa-RJ     | 0–1    | Nova Iguaçu       | Luso-Brasileiro     | 2 de fevereiro  | 7.ª    |
| 7   | 532     | Madureira         | 1–0    | Maricá            | Conselheiro Galvão  | 3 de fevereiro  | 7.ª    |
| 8   | 545     | Volta Redonda     | 2–1    | Portuguesa-RJ     | Raulino de Oliveira | 29 de janeiro   | 6.ª    |
| 9   | 597     | Portuguesa-RJ     | 3–1    | Maricá            | Luso-Brasileiro     | 16 de fevereiro | 10.ª   |
| 10  | 600     | Madureira         | 2–0    | Volta Redonda     | Conselheiro Galvão  | 12 de janeiro   | 1.ª    |

### Médias de público
Estas são as médias de público dos clubes no campeonato. Considera-se apenas os jogos da equipe como mandante e o público pagante.
| Pos.  | Time              | Média  | Total   | Mandos | Maior  | Menor |
| ----- | ----------------- | ------ | ------- | ------ | ------ | ----- |
| 1     | Flamengo          | 20 775 | 124 650 | 6      | 41 604 | 3 293 |
| 2     | Vasco da Gama     | 16 629 | 99 774  | 6      | 30 164 | 6 107 |
| 3     | Fluminense        | 12 290 | 73 739  | 6      | 34 617 | 2 952 |
| 4     | Bangu             | 7 200  | 35 999  | 5      | 29 820 | 909   |
| 5     | Volta Redonda     | 6 127  | 30 634  | 5      | 23 872 | 545   |
| 6     | Botafogo          | 4 605  | 27 633  | 6      | 8 338  | 2 148 |
| 7     | Portuguesa-RJ     | 4 235  | 21 176  | 5      | 16 396 | 524   |
| 8     | Maricá            | 3 910  | 19 552  | 5      | 13 603 | 1 023 |
| 9     | Nova Iguaçu       | 2 474  | 14 847  | 6      | 9 699  | 601   |
| 10    | Madureira         | 1 878  | 9 391   | 5      | 4 341  | 304   |
| 11    | Boavista-RJ       | 1 413  | 8 477   | 6      | 3 161  | 444   |
| 12    | Sampaio Corrêa-RJ | 1 149  | 5 747   | 5      | 3 492  | 203   |
| Total | Total             | 7 146  | 471 619 | 66     | 41 604 | 203   |